# Idactus browni
Idactus browni es una especie de escarabajo longicornio del género Idactus, tribu Ancylonotini, subfamilia Lamiinae. Fue descrita científicamente por Breuning en 1981.

## Descripción
Mide 16 milímetros de longitud.

## Distribución
Se distribuye por República Sudafricana.